# Patricia Janečková
Patricia Burda Janečková (Münchberg, 18 de junho de 1998 – Ostrava, 1 de outubro de 2023), mais conhecida como Patricia Janeckova, foi uma cantora de ópera eslovaca nascida em Münchberg (Baviera), na Alemanha. Ela venceu o programa de televisão checoslovaco Talentmania em dezembro de 2010 e se tornou famosa mundialmente, após a conquista, graças à cobertura da rede de televisão CNN.

## Morte
Patricia morreu no dia 1° de outubro aos 25 anos de idade, vítima de um câncer de mama.